# مارک کالیوان
مارک کالیوان (به انگلیسی: Mark Colyvan) فیلسوف استرالیایی و استاد فلسفه در دانشگاه سیدنی است. او رئیس سابق انجمن فلسفه استرالیا است. کالیوان به‌دلیل تحقیقات خود در مورد فلسفه ریاضیات شناخته شده‌است.

## آثار
- ضروری بودن ریاضیات، انتشارات دانشگاه آکسفورد، ۲۰۰۱.
- مدارهای اکولوژیکی: نحوه حرکت سیارات و رشد جمعیت، انتشارات دانشگاه آکسفورد، ۲۰۰۴.
- مقدمه‌ای بر فلسفه ریاضیات، انتشارات دانشگاه کمبریج، ۲۰۱۲.